# Jekaterina Pawlowna Peschkowa

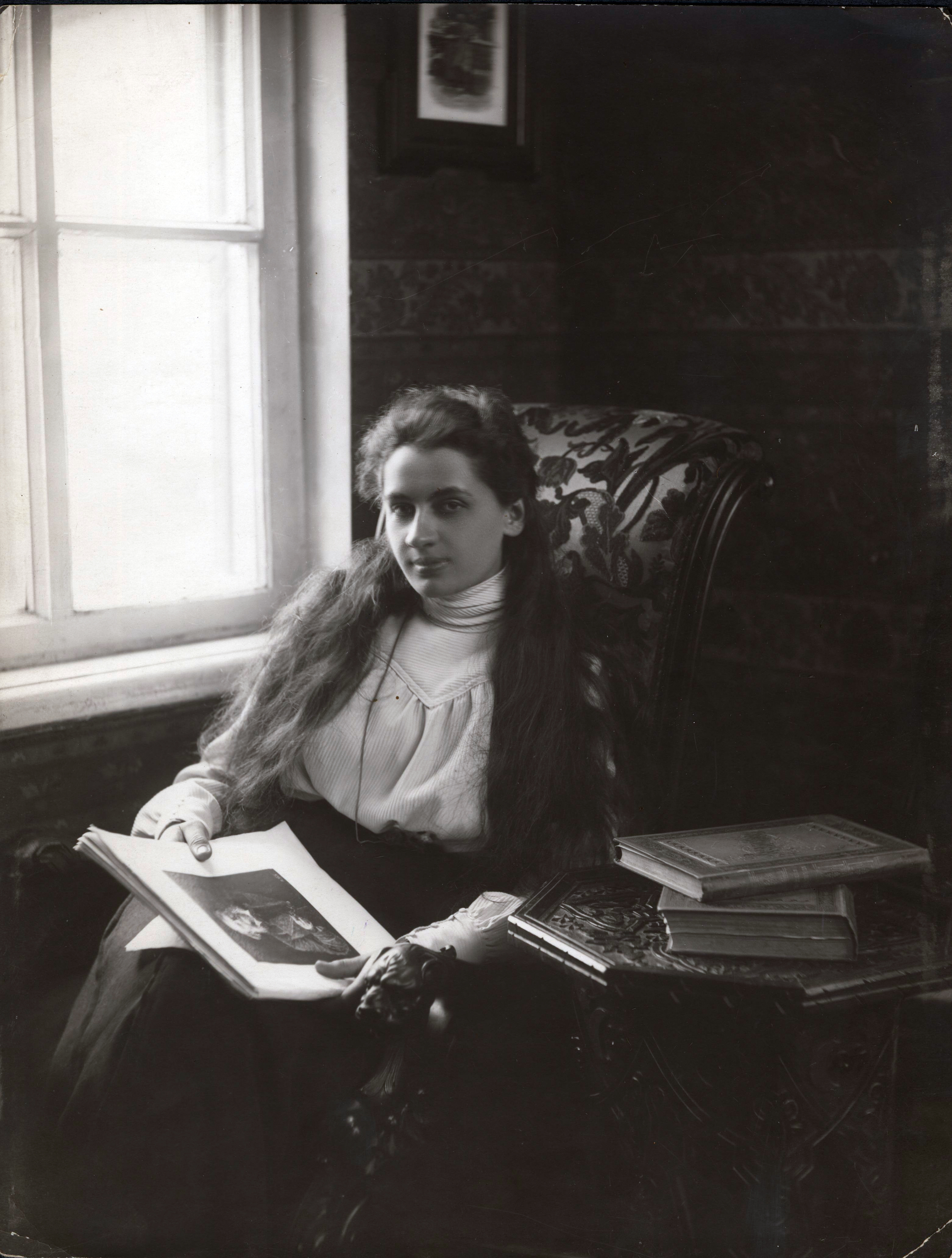
Jekaterina Peschkowa 1901

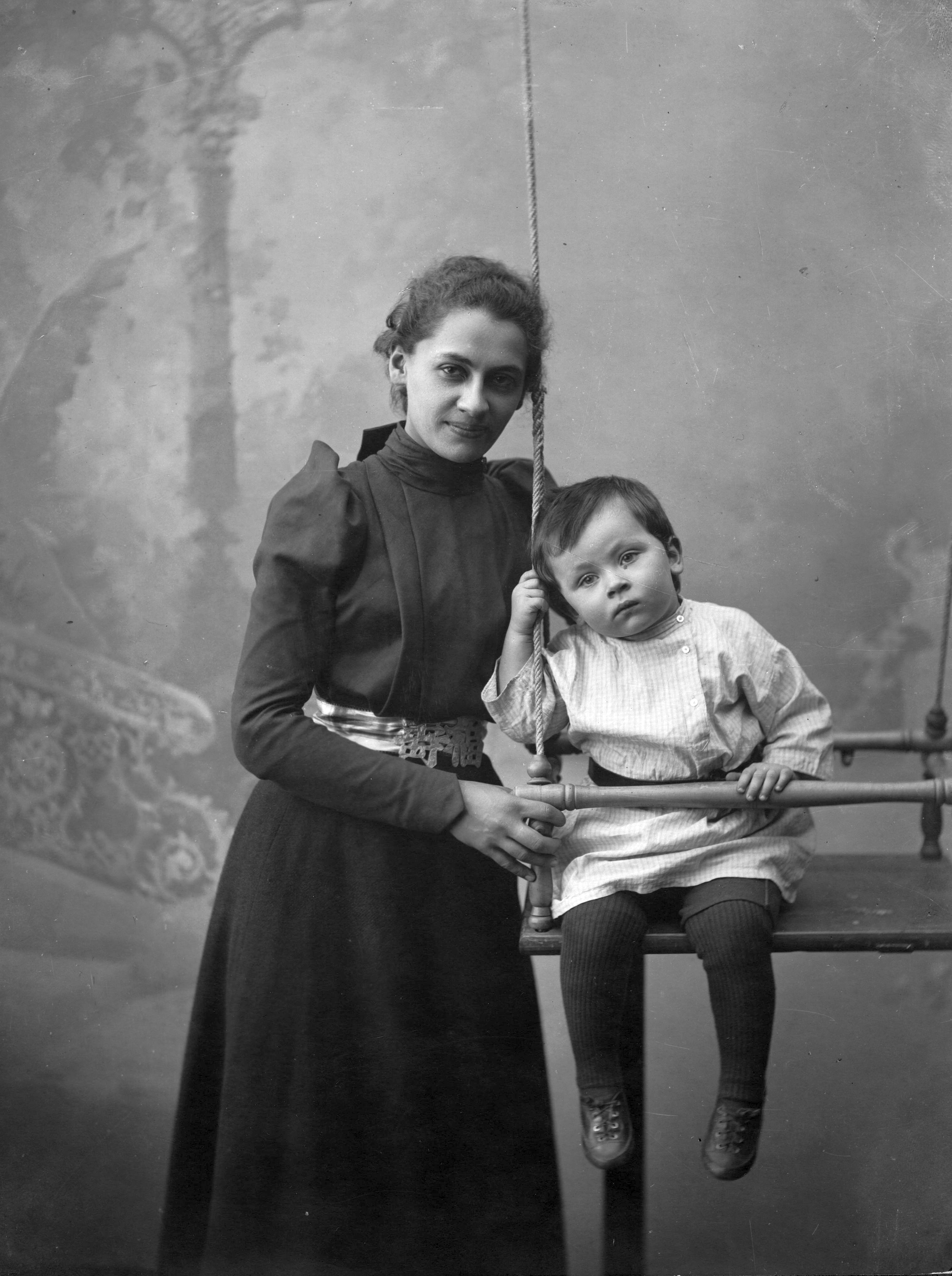
Jekaterina Peschkowa mit ihrem Sohn im Jahr 1900

Jekaterina Pawlowna Peschkowa (russisch Екатери́на Па́вловна Пешко́ва; * 14. Julijul. / 26. Juli 1876greg. in Sumy, Russisches Kaiserreich, heute Ukraine; † 1965 in Moskau), geborene Wolschina (russisch Волжина), war eine russische Menschenrechtlerin und erste Frau Maxim Gorkis.

## Leben
Jekaterina Wolschina stammte aus einer Adelsfamilie in Sumy. Von ihrem Geburtsdatum sind drei Varianten bekannt.
Nach dem Abschluss des Gymnasiums in Samara 1895 arbeitete sie als Korrektor in der Samarer Zeitung. Dort lernte sie den Journalisten Alexei Peschkow kennen, der unter dem Pseudonym Maxim Gorki schrieb. 1896 heirateten sie, 1897 wurde ihr Sohn Maxim Peschkow (1897–1934) und 1898 ihre Tochter Katja geboren, die fünfjährig an Meningitis starb. 1902–1903 lebten sie in Nischni Nowgorod in einer Wohnung, die jetzt Gorki-Gedenkstätte ist. 1903 nach dem Tode der Tochter trennten sie sich.
1907–1914 lebte Jekaterina Peschkowa mit ihrem Sohn Maxim außerhalb Russlands zumeist in Paris, besuchte an der Sorbonne Französisch-Kurse für Russen und sozialwissenschaftliche Vorlesungen und arbeitete in dem Hilfsverein für Zwangsarbeiter und Verbannte der Sozialrevolutionärin Wera Nikolajewna Figner. 1913–1914 arbeitete sie in Kriegsopfer-Hilfsorganisationen des Roten Kreuzes.
Nach Ausbruch des Ersten Weltkrieges kehrte Peschkowa aus Italien über Konstantinopel und Odessa nach Russland zurück. Sie wurde eine bekannte und bedeutende Persönlichkeit der Partei der Sozialrevolutionäre, in der sie seit 1905 Mitglied war, und wurde 1917 Mitglied des Zentralkomitees. Nach dem Zerfall der Partei stellte sie das Archiv dem Revolutionär Felix Dserschinski zur Verfügung.
Peschkowa arbeitete beständig in Hilfsorganisationen des russischen Politischen Roten Kreuzes für Politische Gefangene, leitete die Kinderkommission der Gesellschaft Kriegsopferhilfe und organisierte eine Freiwilligengruppe zur Suche nach Kindern hinter der Frontlinie. 1917 wurde sie Leiterin des neuen Büros des Politischen Roten Kreuzes, das sich nun Moskauer Gesellschaft des Roten Kreuzes zur Hilfe für Politische Gefangene nannte, und später stellvertretende Vorsitzende dieser Gesellschaft, wobei sie mit dem Menschenrechtler Michail Lwowitsch Winawer (1880–1942) zusammenarbeitete. 1919 wurde sie offiziell mit der Suche und Rückführung der Legionäre der polnischen Piłsudski-Armee beauftragt. 1920 wurde sie zusätzlich Beauftragte des Polnischen Roten Kreuzes für die Rückführung der polnischen und russischen Kriegsgefangenen in die jeweiligen Heimatländer. Ab 1922 führte sie die Hilfsorganisation für Politische Gefangene, die bis 1937 existierte.
Nach dem Beginn des Deutsch-Sowjetischen Krieges wurde Peschkowa 1941 nach Taschkent evakuiert. In ihren letzten Lebensjahren war sie Beraterin des Archivs des Maxim-Gorki-Literatur-Instituts in Moskau.
Peschkowa starb 1965 im Kreml-Krankenhaus und wurde auf dem Friedhof des Nowodewitschi-Klosters begraben.
Peschkowas Schwester Alexandra Pawlowna Wolschina hatte den Ethnographen Adam Jegorowitsch Bogdanowitsch (1862–1940) geheiratet. Ihr Sohn Maxim war bereits 1934 gestorben. Ihre Enkelin Marfa heiratete den Ingenieur Sergo Beria, Sohn des Geheimdienst-Chefs Lawrenti Beria. 